# RS-208
Pour les articles homonymes, voir Route 208.
La RS-208 est une route locale du Nord-Ouest de l'État du Rio Grande do Sul qui relie les BR-470/RS-343, depuis la municipalité de Barracão, à la RS-126, sur le territoire de la commune de Maximiliano de Almeida. Elle dessert les villes de Barracão, Machadinho et Maximiliano de Almeida, et est longue de 43,860 km.